# Maison dansante
La maison dansante ou maison qui danse (en tchèque : Tančící dům) est le surnom donné à l'immeuble de bureaux Nationale-Nederlanden situé au centre de Prague, en République tchèque. Œuvre conjointe de l'architecte tchèque d'origine croate Vlado Milunić et de l'architecte américano-canadien Frank Gehry, il est situé sur les quais de la rive droite de la rivière Vltava. Sa construction fut entreprise en 1994 et achevée en 1996.

## Histoire

### Génèse
La maison dansante est située à l'emplacement d'un immeuble de style néoclassique de la fin du XIXe siècle, détruit par les Américains le 14 février 1945 lors du bombardement de Prague et dont les ruines ne furent finalement rasées qu'en 1960.
Le projet d'une construction à cet endroit — sur la place Jirásek (Jiráskovo náměstí), à l'angle du quai Rašín (Rašínovo nabřeží) et de la rue Resslova — revient à l'origine au dramaturge et président de la République tchèque Václav Havel qui a vécu pendant plusieurs décennies dans l'immeuble voisin, propriété de sa famille. Dès 1986, alors qu'il est encore membre de l'opposition dans son pays, ayant fait la connaissance de l'architecte Vlado Milunić chargé de la rénovation de son appartement, il évoque avec lui la possibilité de bâtir un édifice sur le site laissé vacant par le bombardement. À l'aube des années 1990, devenu président au terme de la Révolution de velours de 1989, Václav Havel commande, de manière informelle, à Milunić et à deux autres architectes (Jan Linek et Vít Maslo), la première étude architecturale relative à ce projet. Il est alors question d'ériger un grand centre culturel et social devant abriter une librairie, une galerie d'art, une salle polyvalente et un café sur toit-terrasse.
Des trois propositions d'architectes, celle de Vlado Milunić retient l'attention de Václav Havel, qui y perçoit sans doute une symbolique représentative du caractère festif de la Révolution de velours. Selon les termes de Vlado Milunić, « il fallait que cet immeuble reflète le contexte de la société tchécoslovaque, sa rupture avec son passé totalitaire et son évolution vers des changements radicaux. Ma première idée fut de construire un immeuble composé de deux parties en situation de dialogue, comme quelque chose de statique face à quelque chose de dynamique, du plus qui contrecarre du moins, le yin qui équilibre le yáng ». Ses croquis de l'époque présentent un immeuble anguleux surmonté d'une coupole de verre relativement haute, intégrant des références à la Tour Tatline et à l'immeuble voisin de style Art nouveau, construit par le grand-père de Václav Havel.

### Entrée d'ING et Frank Gehry
Le projet philanthropique initial n'aboutira toutefois pas, le terrain étant racheté en 1992 par le groupe de bancassurance néerlandais ING, qui veut y construire un immeuble de bureaux pour s'implanter sur le marché émergent de l'Europe de l'Est nouvellement ouverte. Étant donné l'implication de longue date de Vlado Milunić sur ce projet, et sa familiarité avec la ville de Prague, ING décide de le conserver, mais seulement à condition qu'il s'adjoigne la collaboration d'un architecte de renommée internationale, qui sera chargé de la supervision de l'ouvrage. La proposition est d'abord faite au Français Jean Nouvel, qui la décline en raison de l'exigüité de l'endroit — 491 mètres carrés —, estimant cette surface trop petite pour y travailler à deux. Milunić prend ensuite contact avec Frank Gehry qui accepte la collaboration. Il sera alors le tout premier coauteur d'un ouvrage supervisé par le célèbre architecte américain, la maison dansante constituant en outre pour ce dernier une sorte de galop d'essai pour le musée Guggenheim de Bilbao, dessiné peu de temps après.
Le groupe ING, désireux de créer à Prague un immeuble emblématique de sa prospérité, accorde aux deux architectes un budget quasi illimité.
Au cours de séances de travail qui se tiennent essentiellement en Suisse et en Californie, Vlado Milunić et Frank Gehry œuvrent dans un esprit d'étroite collaboration : ainsi, même si Gehry est sans conteste le concepteur en chef du projet, il tient compte des propositions initiales de son confrère. Comme le montrent les premiers croquis, Gehry envisage à l'origine un immeuble composé d'un enchevêtrement de blocs en forme de cubes et de coussins, auquel Milunić ajoute une tour en forme de geyser. Le site se trouvant à l'angle de deux rues, l'idée d'intégrer une tour au bâtiment est d'emblée considérée comme incontournable, d'autant que les tours d'angle sont caractéristiques du paysage urbain de Prague souvent surnommée, de ce fait, « la ville aux cent tours ».
Il semble toutefois que Gehry ait estimé qu'une tour unique produirait une symbolique trop ouvertement masculine. D'où l'idée de lui adosser son pendant féminin — le projet rejoignant ainsi l'idée première de Milunić, évoquée plus haut —, de sorte que le yin féminin vienne équilibrer le yáng masculin, le tout donnant naissance à l'analogie avec un couple en train de danser, enlacé, que Gehry baptisa Fred et Ginger en référence aux icônes de la comédie musicale américaine que sont Fred Astaire et Ginger Rogers. Toutefois, si l'édifice fut désigné Fred et Ginger au début de son existence, il fut rapidement plus communément appelé Maison dansante, tant par les Tchèques — qui préfèrent cette désignation plus abstraite — que par ses deux architectes : Frank Gehry dans un souci de ne pas importer à Prague le kitsch hollywoodien et Vlado Milunić dans la logique de sa symbolique des lendemains « dansants » qui ont suivi la Révolution de velours.

### Développements récents
En 2005, la Banque nationale tchèque (CNB) met en circulation une pièce en or représentant la maison dansante, la dernière d'une série de dix intitulée « Dix siècles d'architecture ».
En août 2013, la société propriétaire de l'immeuble CBRE Global Investors annonce sa mise en vente.
En décembre 2016, un hôtel ouvre 21 chambres et un restaurant au sein de l'immeuble.

## Architecture

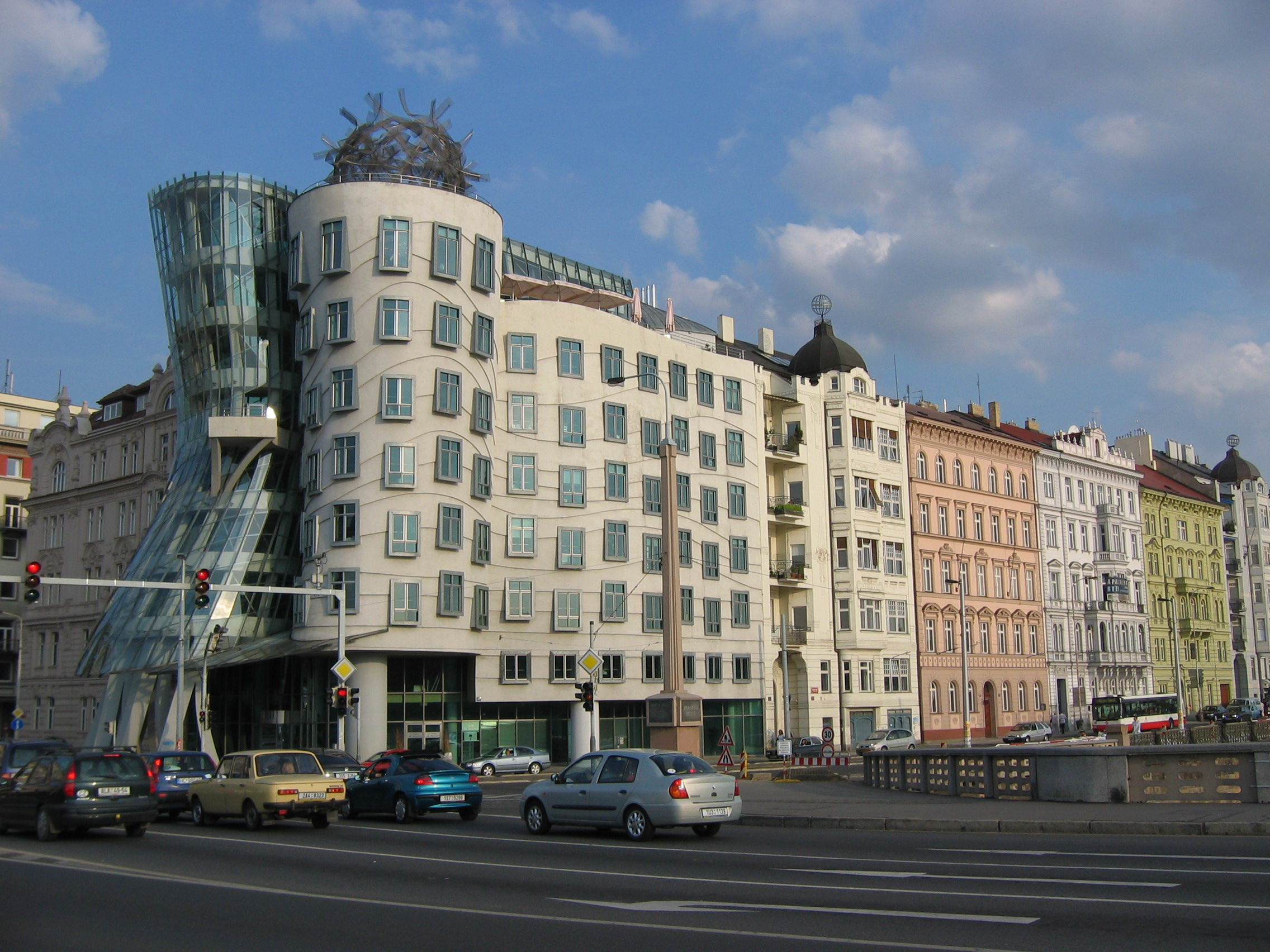
Vue du pont Jirásek.

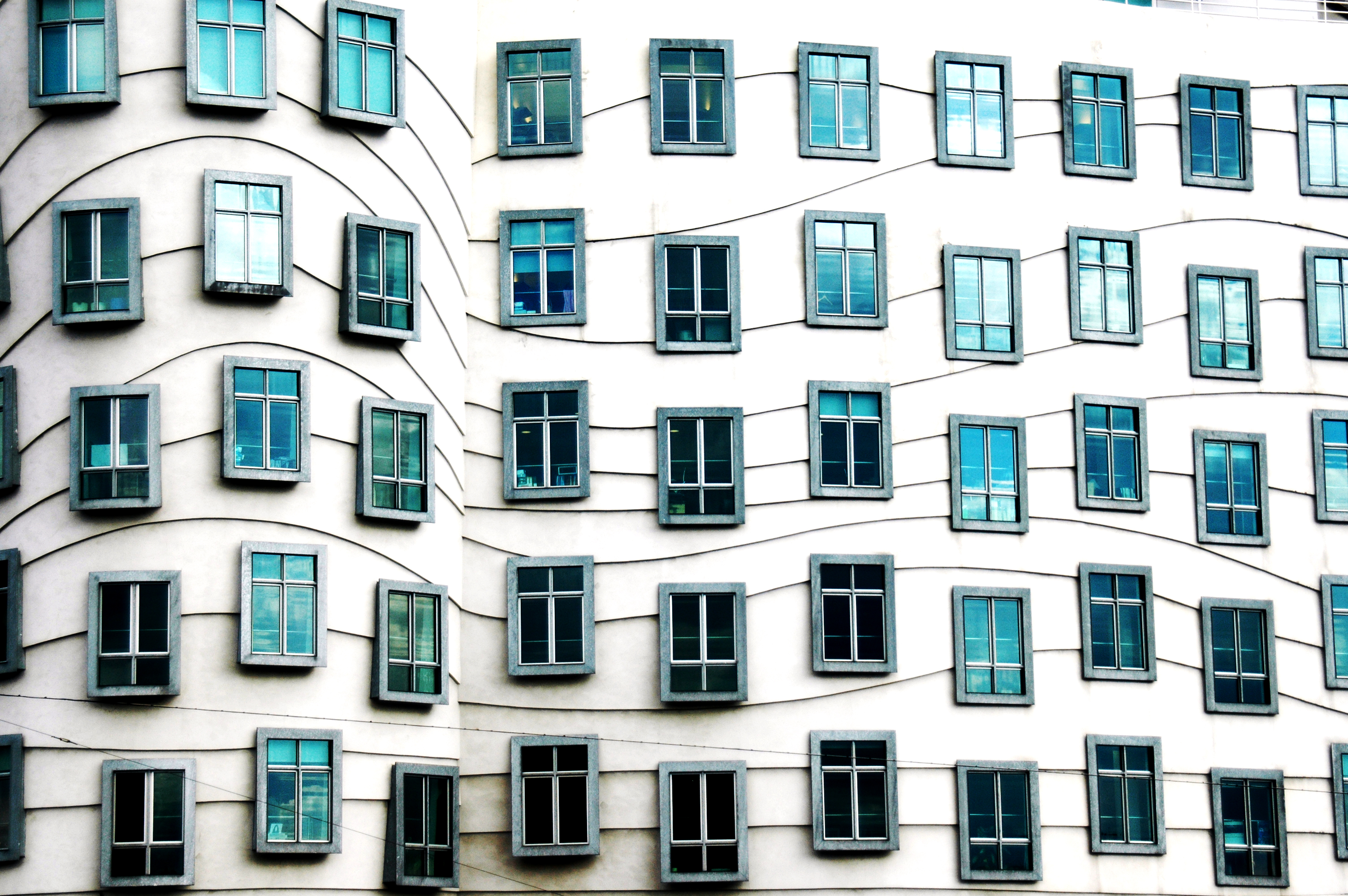
La façade.

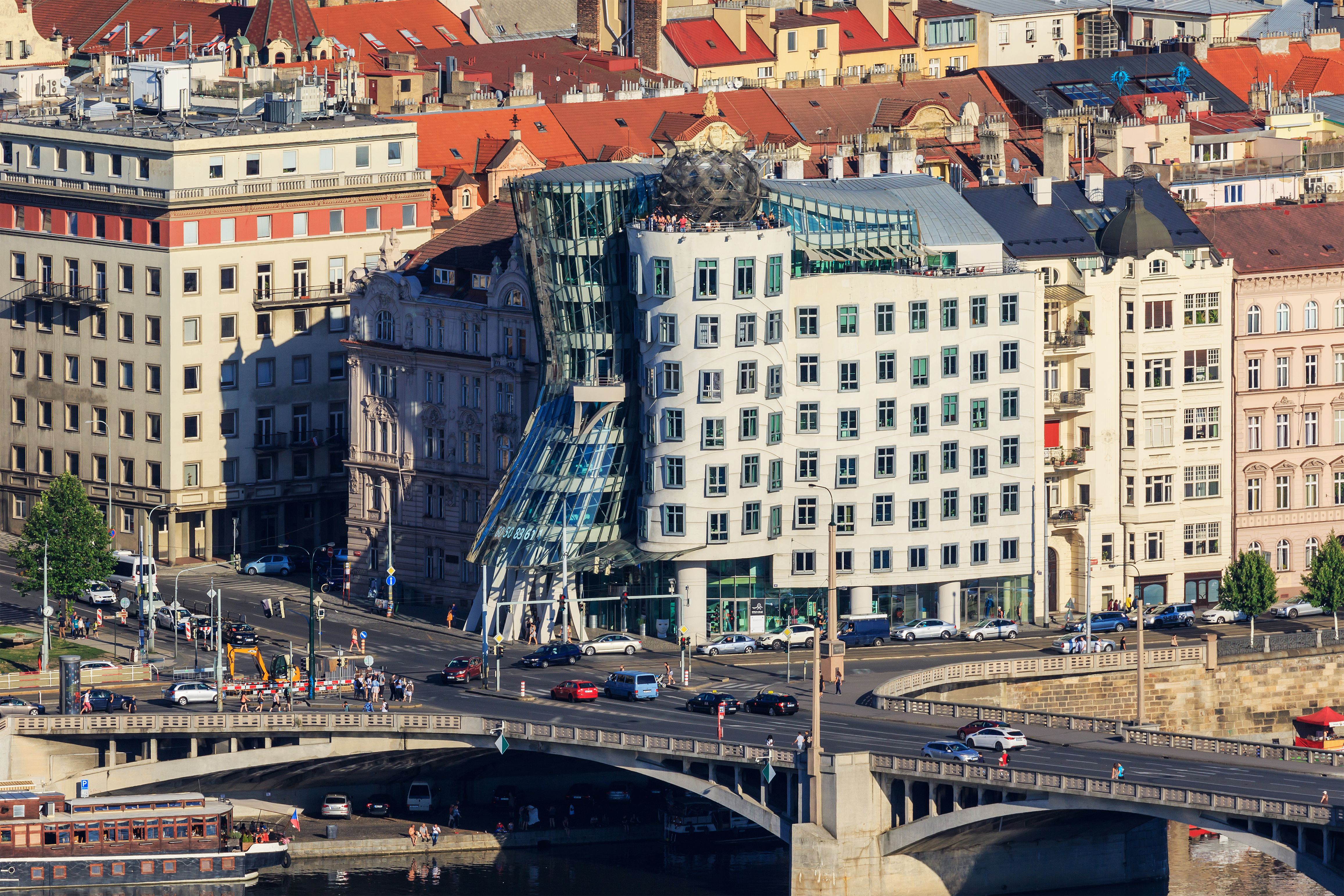
Vue d'ensemble.

La maison dansante est un exemple d'architecture déconstructiviste, au caractère toutefois inhabituel tant il est excentrique. Le bâtiment est composé de quatre-vingt-dix-neuf panneaux de béton de formes et de dimensions différentes, ayant nécessité le recours à autant de coffrages en bois.
Les deux cylindres contorsionnés qui forment les deux parties de l'immeuble sont placés côte à côte dans un effet de mouvement que l'on peut qualifier d'élégant : la tour de droite, « Fred », à l'aspect athlétique imprimé par l'élargissement du cylindre vers le haut — évoquant des pectoraux développés —, campe un homme rectiligne qui surplombe légèrement et enlace de son bras la tour de gauche en verre, à l'allure plus gracile, « Ginger », dont la forme en sablier callipyge rappelle les courbes féminines.
L'ensemble dégage une impression tout à la fois de rythme enjoué et d'unisson. Tandis que « Fred » intègre sa masse dans la continuité des structures des immeubles anciens voisins, « Ginger » semble virevolter dans l'air, ses piliers incurvés formant comme une métaphore de ses jambes déliées, et ses panneaux de verre, comme une schématisation de ses froufrous. Les contours de béton trapus de « Fred » sont rendus plus vivants par les lignes de bas-relief ondulées qui couvrent l'ensemble de la façade, ainsi que par un agencement décalé des fenêtres, qui font légèrement saillie par rapport aux murs courbes. « Fred » est en outre surmonté de ce qui ressemble à un dôme en bulbe traditionnel qui aurait explosé en un méli-mélo d'enchevêtrements métalliques, que certains décrivent comme une couronne de pacotille et d'autres, comme la coupe de cheveux en pétard du danseur. Le cachet syncopé caractéristique de la façade de « Fred » se retrouve dans le prolongement construit entre la tour de verre en sablier et l'immeuble Art nouveau de la famille Havel qui jouxte l'ensemble sur la place Jirásek, formant en quelque sorte le bras de « Fred » enlaçant « Ginger ».
Derrière l'aspect tourbillonnant de la façade, les locaux, relativement conventionnels, s'articulent dans le cadre d'un espace modulaire organisé autour d'un couloir compact en forme de L, les protubérances généreuses des deux tours offrant des enclaves pratiques pour y caser des salles de conférence.

## Réactions
La maison dansante constitue un immeuble spectaculaire à l'effet lyrique qui, pour certains, s'intègre parfaitement à l'architecture sensuelle et troublante des édifices de styles néobaroque, néogothique et Art nouveau qui font la réputation de Prague, tandis que pour d'autres, elle détonne dans le paysage.
À l'époque de sa construction, son architecture, considérée comme excentrique, suscite de nombreuses controverses dans la population pragoise. Sa mise en œuvre reçoit toutefois le soutien du directeur de l'institut pour la protection du patrimoine et de l'architecte en chef de la municipalité, en plus de celui du président Václav Havel.
Un article du Journal of the International Institute daté de 1996 utilise l'image d'une « deuxième bombe américaine larguée au même endroit » pour décrire un design alors en vogue en Californie mais qui détruit la skyline de Prague.
Une étude d'opinion a révélé en 2003 que l'immeuble est bien accepté par les habitants de la ville (68 % déclarent l'aimer, 16 % déclarent le détester).
Les polémiques suscitées lors de la construction de cet immeuble sont, dix ans plus tard, majoritairement retombées. Certains critiques continuent toutefois à penser que la volonté de réaliser un ouvrage symbolique du renouveau politique du pays a primé sur le respect du cachet architectural de la ville. Selon eux, la synthèse débridée des références historiques qui émaillent la maison dansante — qui voudrait incorporer depuis la vivacité du baroque jusqu'à la sinuosité de l'Art nouveau, en passant par une lointaine évocation du cubisme tchèque —, ne parvient pas à faire le poids face aux chefs-d'œuvre qui l'entourent de très près, comme le Théâtre national ou le Château de Prague. D'autres, en revanche, apprécient le contraste qu'il offre en regard de l'esprit globalement rococo de la ville. En tout état de cause, la maison dansante ne laisse personne indifférent.

## Usage
L'immeuble compte six étages de bureaux occupés par diverses multinationales, en plus du rez-de-chaussée et du sous-sol, qui abritent un café et des boutiques.
Le septième étage est un toit-terrasse qui abrite un restaurant panoramique de cuisine gastronomique d'inspiration française, le Fred & Ginger, offrant une vue remarquable sur la ville.
L'immeuble dispose aussi d'une salle d'exposition, la Galerie Tančící dům, et d'un hôtel 4 étoiles, le Dancing House Hotel.

## Prix et récompenses
- 1996 : « Meilleur design de l'année » par le magazine américain Time[11]